# Gneisenau (Schiff, 1935)
Die Gneisenau war ein Kombifrachter des Norddeutschen Lloyd, das 1935 für den Linieneinsatz nach Ostasien in Dienst gestellt wurde. Benannt war es nach August Neidhardt von Gneisenau, dem preußischen Generalfeldmarschall und Heeresreformer.

## Geschichte
Der dritte Neubau für den Schnelldampferverkehr nach Ostasien des NDL lief am 17. Mai 1935 auf der Deschimag-Werft AG Weser in Bremen-Gröpelingen vom Stapel. Getauft wurde das Schiff von Gräfin Ursula von Gneisenau. Die drei Neubauten sollten die lukrative Linie besetzen und die Reiseumläufe durch moderne Antriebskonzepte verkürzen. Die Gneisenau bekam jedoch, anders als die Scharnhorst und die Potsdam, als Antriebsmaschinen Getriebeturbinen, die über Zahnräder auf die beiden Schraubenwellen und die Festpropeller wirkten. Der Dampf wurde in vier Wagner-Wasserrohrkesseln erzeugt.
Nach nur sehr kurzer Erprobungsphase in der Nordsee lief das Schiff am 3. Januar 1936 zu seiner Jungfernfahrt nach Häfen in Fernost aus. Die Route nach Shanghai entwickelte sich ab 1938 zu einer der Hauptfluchtrouten von deutschen und österreichischen Juden nach Shanghai, da dort keine Auswanderungsvisa vorgeschrieben waren. Das für die damalige Zeit moderne Schiff lag beim Ausbruch des Zweiten Weltkriegs in Bremerhaven und wurde von der deutschen Kriegsmarine requiriert und als Wohnschiff genutzt. 1942 sollte die Gneisenau (Projekt Jade), wie auch ihr Schwesterschiff Potsdam, in einen Flugzeugträger umgebaut werden, wurde aber wegen ihrer für Kriegsschiffe zu geringen Geschwindigkeit wieder aus dem Flugzeugträgerbauprogramm genommen. Während einer Überführung lief die Gneisenau am 2. Mai 1943 vor Gedser auf eine Mine und sank. Mit dem Ende des Krieges und der Klärung der Besitzansprüche zwischen der UdSSR und Dänemark wurde die Gneisenau verschrottet. Die Abbrucharbeiten vor Ort übernahm ein dänisches Unternehmen. Diese Arbeiten zogen sich bis 1954 hin.